# Eric Roos
Eric Wilhelm Cornelius Roos, född 11 februari 1895 i Stockholm, död där 21 juli 1970, var en svensk produktionsledare, manusförfattare, sångtextförfattare och biografföreståndare för biografen Palladium i Stockholm 1928–1931. Pseudonym: Harry K. Verts.

## Filmmanus i urval
- 1932 – En stulen vals
- 1934 – Eva går ombord
- 1934 – Havets melodi
- 1943 – En fånge har rymt
- 1946 – Bröder emellan